# 国鉄タキ2600形貨車
国鉄タキ2600形貨車（こくてつタキ2600がたかしゃ）は、かつて日本国有鉄道（国鉄）及び1987年（昭和62年）4月の国鉄分割民営化後は日本貨物鉄道（JR貨物）に在籍した私有貨車（タンク車）である。

## 概要
本形式は、カセイソーダ液専用の30t 積タンク車として1953年（昭和28年）1月28日から1956年（昭和31年）5月31日にかけて522両（コタキ2600 - コタキ2699、コタキ12600 - コタキ12699、コタキ22600 - コタキ22699、コタキ32600 - コタキ32625、コタキ32627 - コタキ32699、コタキ42600 - コタキ42699、コタキ52600 - コタキ52620、コタキ26000、コタキ26001）が三菱重工業、日立製作所、汽車製造、日本車輌製造、新潟鐵工所、富士重工業、造機車輌、川崎車輛、富士車輌の9社にて製作された。この522両の内には多数の他形式（タ300形、タ580形、タム2300形、タキ400形、タキ1400形、タキ2800形）からの改造編入車が含まれている。また逆に本形式から多数の車が種車となり他形式（タキ2800形、タキ200形（2代））に改造された。
記号番号表記は特殊標記符号「コ」（全長 12 m 以下）を前置し「コタキ」と標記する。
本形式の他にカセイソーダ液を専用種別とする貨車はタム900形（130両）、タキ1400形（104両）、タキ2800形（332両）、タキ7750形（289両）等実に29形式が存在し、その中で本形式は最多両数形式であった。
1979年（昭和54年）10月より化成品分類番号「侵81」（侵食性の物質、腐食性物質、危険性度合2（中））が標記された。
ドーム付き直円筒型のタンク体は、普通鋼（一般構造用圧延鋼材、SS41現在のSS400）製で内部に純度保持のためのゴムライニング（一部車両はエポキシ樹脂塗装）が施され、断熱材を巻きキセ（外板）を装備した。荷役方式はタンク上部のマンホール又は液出入管からの上入れ、液出管と空気管使用による上出し方式であり、両管はS字管を装備している。
車体色は黒色、寸法関係は全長は9,100mm - 9,900mm、全幅は2,380mm、全高は3,655mm、台車中心間距離は5,000mm - 5,800mm、実容積は17.0m3 - 22.8m3、自重は15.9t - 19.1t、換算両数は積車4.5、空車1.6であり、台車はベッテンドルフ式のTR41A、TR41C、TR41DS-4、TR41D-2、TR41D-4である。
1987年（昭和62年）4月の国鉄分割民営化時には387両の車籍がJR貨物に継承され、2010年（平成22年）4月1日現在4両が在籍している。